# The White Heather
The White Heather is een Amerikaanse dramafilm uit 1919 onder regie van Maurice Tourneur. Het scenario is gebaseerd op het gelijknamige toneelstuk uit 1897 van de Britse auteurs Cecil Raleigh en Henry Hamilton. De film is wellicht zoekgeraakt.

## Verhaal
De Schotse edelman Angus Cameron wil om financiële redenen graag trouwen met een vrouw van zijn eigen stand, maar hij is al jaren stiekem getrouwd met zijn huishoudster Marion. Om het huwelijk te laten ontbinden zoekt hij de trouwakte, die zich aan boord bevindt van zijn gezonken jacht. Een bewonderaar van Marion is ook op zoek naar de papieren.

## Rolverdeling
| Acteur              | Personage       |
| ------------------- | --------------- |
| Holmes Herbert      | Angus Cameron   |
| Ben Alexander       | Donald Cameron  |
| Ralph Graves        | Alec McClintock |
| Mabel Ballin        | Marion Hume     |
| John Gilbert        | Dick Beach      |
| Spottiswoode Aitken | James Hume      |